# Teatro Maipo
El Teatro Maipo está en la Ciudad de Buenos Aires, y es, históricamente, uno de los teatros más importantes de la ciudad. Ubicado en las cercanías del Obelisco, su sala cuenta con 645 localidades. Propiedad del exbailarín Julio Bocca y del empresario teatral Lino Patalano hasta el comienzo del 2019, cuando el teatro es vendido a Enrique Piñeyro.

## Historia
El solar que actualmente ocupa el teatro fue entregado al hidalgo Hernando de Mendoza el 17 de octubre de 1580. El 7 de mayo de 1908 fue inaugurado allí el Teatro Scala, un teatro lujoso cuyas representaciones eran en francés. Era publicitado como el Teatro Aristocrático, y la obras representadas en ese teatro poseían un lenguaje considerado "fuerte", por lo que la concurrencia era exclusivamente masculina.
El 1 de octubre el predio cambia de dueño, y es inaugurado el Teatro Esmeralda. Su propietario era José Costa, que decidió atraer a la familia cambiando los géneros representados. El 13 de agosto de 1922 el Esmeralda dio su última función, y un día después fue inaugurado el Teatro Maipo.
El 21 de noviembre de 1928 el teatro sufre su primer incendio, durante una función que contaba con 300 espectadores aunque no se produjo ninguna muerte. El fuego fue iniciado por el recalentamiento de una lámpara que hizo arder los decorados, durante la representación de la revista porteña Vértigo. El teatro reabre sus puertas, luego de las refacciones hechas por el arquitecto Valentín Brodsky, el 27 de abril de 1929 con la comedia El rosario.
El 6 de septiembre de 1943 el teatro sufre su segundo incendio, que esta vez se cobra la vida de tres personas. Se estaba representando la revista Apaga luz, mariposa, apaga luz cuando estalló una lámpara que produjo el siniestro. El 29 de octubre de ese año el teatro reabrió sus puertas, con la presentación de las obras Pucha que son lindas las noches oscuras y Volvieron las oscuras golondrinas, y en diciembre la sala del Maipo se convirtió en la primera de la ciudad que contaba con refrigeración.

## Actuaciones destacadas
En este teatro debutó el 23 de mayo de 1933 la actriz Lola Membrives, que se encuentra entre la destacada lista de actores que actuaban por esos años en el Maipo. Entre estos actores se encontraban Pepe Arias, Libertad Lamarque, Pedro Quartucci, Juan Carlos Thorry y Florencio Parravicini.
Durante las décadas siguientes el teatro conservó su esplendor, ya que allí se presentaron actores y vedettes de la talla de Sofía "La Negra" Bozán, Tita Merello, Nélida Roca, Niní Marshall, Nélida Lobato, Enrique Pinti, Tato Bores, Carlos Perciavalle, Moria Casán, Cris Miró, Reina Reech, Antonio Gasalla, Susana Giménez y Nacha Guevara.
Otras actuaciones son de bandas, como por ejemplo, Walter Giardino Temple.